# Engelsdorf (Gemeinde Eggenburg)
Engelsdorf ist eine Ortschaft und eine Katastralgemeinde der Gemeinde Eggenburg im Bezirk Horn in Niederösterreich.

## Geografie
Das Dorf liegt nordwestlich von Eggenburg südlich der Landesstraße L1200 und wird vom Engelsdorfer Bach durchflossen, der danach in den Lateinbach mündet. Zur Ortschaft zählen auch die Lagen Himmelreich und Wieshof.

## Siedlungsentwicklung
Zum Jahreswechsel 1979/1980 befanden sich in der Katastralgemeinde Engelsdorf insgesamt 86 Bauflächen mit 30.807 m² und 117 Gärten auf 78.094 m², 1989/1990 gab es 91 Bauflächen. 1999/2000 war die Zahl der Bauflächen auf 100 angewachsen und 2009/2010 bestanden 131 Gebäude auf 299 Bauflächen.

## Geschichte
Laut Adressbuch von Österreich waren im Jahr 1938 in der Ortsgemeinde Engelsdorf ein Gastwirt, ein Gemischtwarenhändler, ein Schmied, ein Schuster und einige Landwirte mit Direktvertrieb ansässig.

## Bodennutzung
Die Katastralgemeinde ist landwirtschaftlich geprägt. 303 Hektar wurden zum Jahreswechsel 1979/1980 landwirtschaftlich genutzt und 60 Hektar waren forstwirtschaftlich geführte Waldflächen. 1999/2000 wurde auf 298 Hektar Landwirtschaft betrieben und 68 Hektar waren als forstwirtschaftlich genutzte Flächen ausgewiesen. Ende 2018 waren 283 Hektar als landwirtschaftliche Flächen genutzt und Forstwirtschaft wurde auf 70 Hektar betrieben. Die durchschnittliche Bodenklimazahl von Engelsdorf beträgt 36,3 (Stand 2010).

## Persönlichkeiten
- Franz Leopold Farmacher (1697–1760), Bildhauer und Steinmetzmeister